# Graumahd
Graumahd är en österrikisk musikgrupp som spelar neofolkmusik.

## Diskografi
- 2006 – Cheru